# Пино менье
Пино мeнье (фр. Pinot meunier) или Шварцрислинг (нем. Schwarzriesling) — технический (винный) сорт чёрного винограда, используемый для производства как красных, так и белых вин. Входит в группу Пино — несколько генетически неразличимых, но морфологически заметно отличающихся сортов винограда, являющихся точечными мутациями бургундского сорта пино-нуар.

## География
Относится к эколого-географической группе западноевропейских сортов винограда. Относится к бургундской группе сортов. Выращивают в основном во Франции, в Шампани. Распространён также в Эльзасе. Пино Менье также выращивают в Германии, Швейцарии, Австрии, Хорватии, Словении. Имеются посадки в Австралии и Калифорнии.

## Основные характеристики
Лист среднерассечённый, пузырчатый, пятилопастный. Гроздь средняя. Ягоды мелкой величины, округлые, темно-синие, толстокожие. Нижняя сторона листа покрыта густым паутинистым опушением. Урожайность этого сорта винограда зависит от условий, но, как правило, не высока. Относится к сортам раннего периода созревания. Согласно анализу ДНК — клон сорта Пино. Подвержен оидиуму и серой гнили.

## Применение
Входит в состав шампанского и других игристых вин.

## Синонимы
Носит также следующие названия: Мюллерребе, Чёрный Рислинг, Шварцрислинг, Миллерс бургунди.